# Haverhill (Suffolk)
Haverhill – miasto w Anglii, w hrabstwie Suffolk, w dystrykcie West Suffolk. Leży 49 km na zachód od miasta Ipswich i 75 km na północny wschód od Londynu. W 2001 miasto liczyło 22 010 mieszkańców.